# Front d'Alliberament del Quebec
El Front d'Alliberament del Quebec (francès Front de Libération du Québec o FLQ) fou un grup armat quebequès d'extrema esquerra independentista. Va ser considerat un grup terrorista pel govern canadenc. Fundat a principis de la dècada de 1960, el FLQ va dur a terme diversos atacs entre 1963 i 1970, que van suposar més de 200 incidents violents i van matar sis persones i van ferir-ne moltes més. La seva estratègia es basava a combinar l'acció clandestina amb l'acció legal. El comitè començà a formar les seves cèl·lules dins el RIN i l'ASIQ, i posaren en peu una escola de formació. El seu emblema era una flor de llis roja sobre un croquis de Quebec en negre. El comitè reunirà una vintena de militants, que es reuniran a locals llogats al centre de la ciutat, però alguns d'ells, impacients per passar a l'acció, es trobaren en el Réseau de résistance. El 1963 enviaren un representant, Jean Clautier, a la celebració de l'Aberri Eguna a Itxaso.

## Antecedents
El 31 d'octubre del 1962, es fundà secretament el Comité de Libération Nationale (CLN) per quatre joves militants del RIN, a Montréal, proposant la violència política per assolir la independència de Québec. Encara, però, trigarien dos anys més a passar a l'acció directa, ja que consideraven que els calia bastir una infraestructura sòlida.
El novembre del 1962 es formà a una reunió secreta a Côte-des-Neiges, el grup clandestí Réseau de Résistance (RR), per 24 militants del RIN. La casa era de Rodrique Guite, arquitecte de l'ala esquerra de la direcció del RIN. Eren partidaris de dur a terme accions més radicals i espectacular per estimular la causa independentista. La majoria s'oposaven a la violència, però sí de l'acció directa contra els "símbols colonials" (edificis, cartells, botigues), cremada de banderes britàniques i petits sabotatges. Pretenien que el grup fos una avantguarda del RIN, però sense connotacions guerreres. La primera operació del grup es dugué a terme el diumenge següent a la reunió. Però va dur a terme iniciatives espontànies, ja que el RR no tenia estructura ni disciplina, moltes no passaren de les protestes, manifestacions i enfrontaments amb la policia.
Així, el 23 de febrer del 1963 posaren un còctel Molotov a les oficines de la ràdio anglòfona CKGM. L'atemptat fou signat pel RR, i s'inicià l'escalada. El Réseau de Résistance es va dissoldre, ultrapassat pels esdeveniments, i l'ala radical crearà un nou grup: el Front de Libération du Québec (FLQ).

## Fundació i primeres accions
El Front d'Alliberament del Quebec va ser fundat a principis de 1963 a Montréal per tres militants del RIN i del Réseau de résistance. Segons Gabriel Hudon, el FLQ va néixer d'un altre moviment, el Réseau de résistance. Va explicar que va entrar en contacte amb un grup radical durant la seva implicació amb el Rassemblement pour l'Indépendance Nationale. Va conèixer altres membres a l'apartament d'una persona que va batejar com "X". Va ser allà on va conèixer Raymond Villeneuve i Georges Schoeters. Arran de la recepció d'una carta destinada als membres de la Xarxa on s'indica: «si no cessen les seves activitats, la policia s'encarregarà...», Els quebequesos Hudon i Schoeters i el belga Villeneuve, que havien combatut en la resistència durant la Segona Guerra Mundial, es van retirar del moviment per fundar el Front d'Alliberament del Quebec.
Estaven influïts ideològicament pels sociòlegs Pierre Vallières (1938-1998) i Charles Gagnon (1939-2005), que barregen anticolonialisme, anticapitalisme i nacionalisme anglòfob. Començaren a practicar la lluita armada amb llançament de còctels molotov a establiments militars, de policia, empreses anglòfones i empersaris "botiflers". També es mostraren contraris als interessos nord-americans i barrejarà al consciència de classe amb les vivències ètniques diferenciades.
El FLQ comprenia petites cèl·lules de dos a quatre persones, i en elles només una persona podia conèixer la identitat de gent de les altres cèl·lules. No tenia una rígida estructura jeràrquica, cap membre en particular n'era el líder, ni Pierre Vallières, considerat l'ideòleg. Tenia inspiració algeriana (FLN) i castrista cubana. Els membres eren joves: Georges Schoeters (33 anys) d'origen belga, la seva esposa Jeanne Schoeters (23); Gabriel Hudon (21), Yves laborté i Richard Bizier (18).
Durant el 1963, en la seva primera fase, el FLQ es dedicà a posar bombes a bústies i llocs públics de Montréal i Westmount (veïnat anglòfon), com la de l'edifici National Revenue de Montréal i Quebec, destruïren el repetidor de TV de Mount Royal i destrossaren dotze bústies i cabines telefòniques. L'abril van matar el guarda de seguretat Wilfred O'Neill durant un atac a un centre de reclutament de l'exèrcit a Montréal. La policia, però, va detenir el mateix any Schoeters, Hudon i Villeneuve i els condemnà a 24 anys de presó. Van publicar un manifest demanant la fi del "colonialisme anglòfon" al Quebec, amb una imatge d'un patriote del 1837, publicat als diaris.
El 1964 es formaren dues branques dins el FLQ que organitzaren robatoris a bancs, l'Armée de Liberation de Quebec (ALQ) d'un grup de sis nois de 23 anys comandats pel germà petit de Gabriel Hudon, i l'Armée Revolutionnaire de Quebec (ARQ) de François Schirm, Cyriaque Delisle, Marcel Tardif, Gilles Brunet i Edmond Guénette, qui el 1965 seran empresonats per l'assassinat d'Alfred Pinish i Leslie McWilliams durant l'assalt a un tren amb armament, i condemnats a cadena perpètua. Passaren a una nova fase de violència selectiva i política d'esquerres, cosa que li donà cert suport en el moviment sindical, i enviaren alguns militants a entrenar-se a Palestina, dins l'OAP.

## Extensió de les accions
El 1965 el FLQ contactà amb els militants negres del Black Power i va editar el diari La Cognée, des del qual es mostrava partidari de la revolució proletària, encoratjava als lectors a fabricar bombes i a practicar la violència amb finalitats polítiques. El 1966 un grup del FLQ va robar dinamita, armes i munició per fer alguns atemptats.
El 1967 es produí una revisió de sentències i alguns militants del FLQ foren alliberats: Schoeters tornà a Bèlgica, Villeneuve marxà a Cuba i Hudon tornà a ser arrestat per activitats terroristes. Per altra banda, els dos teòrics del FLQ, Gagnon i Vallières volaren cap a Nova York i van fer una vaga de fam davant l'edifici de l'ONU demanant la llibertat dels felquistes detinguts, però foren deportats i empresonats, acusats de conspiració per cometre robatoris i posar bombes.
La tardor del 1968 aconseguiren més armament i van fer explotar més artefactes a la borsa de Montréal (provocà 27 ferits) i a Ottawa, i en foren arrestats els militats Paul Rose i Jacques Lanctot, caps de dues cèl·lules. A la diada nacional de Sant Joan Baptista els manifestants i simpatitzants del FLQ protestaren contra Pierre Elliott Trudeau, quebequès primer ministre federal pel PLC, i s'enfrontaren a la policia, amb 290 detinguts i ferits.
El 1969 el Ministre de Justícia Remi Paul afirmà que el FLQ encapçalava un moviment subversiu organitzat que planejava una insurrecció armada. Estimava que unes 3.000 persones n'estaven involucrades, la qual cosa no volia dir que en fossin membres, i que eren guiats i finançats per Cuba. El que era cert és que Gagnon pensava que la causa de l'alliberament quebequès restava lligada a la palestina, la dels negres dels EUA i la vietnamita, ja que es consideraven anticolonialistes i antiimperialistes. El mateix Vallièrs afirmava No crec en la violència individual, però sí en la violència revolucionària que segueix una estratègia. L'u d'abril el felquista Pierre-Paul Geoffroy fou condemnat a cadena perpètua.

## L'afer Laporte i la fi del grup
El 1970 el FLQ intentà segrestà el cònsol dels EUA, però si aconseguí el 5 d'octubre segrestar al seu domicili el comissionat britànic de comerç, James Cross, fet reivindicat per la cèl·lula Lanctot (Jacques Lanctôt, Yves Langlois, Nigel Hamer i Marc Carbonneau) que reclamà com a rescat l'alliberament de presoners, 500.000 dòlars en or i la lectura d'un manifest; i el 10 d'octubre la cèl·lula Chenier de Paul Rose segrestà al ministre de treball quebequès Pierre Laporte, per tal d'augmentar la pressió. Perseguien finalitats publicitàries: demanen l'alliberament de François Schirm i els seus companys Cyriaque Delisle, Edmond Guenette, Serge Demers, Marcel Faulkner, Gérard Laquerre, Robert Levesque, Réal Mathieu, Claude Simard; Pierre-Paul Geoffroy, Michel Loriot, Pierre Demers, Gabriel Hudon, Robert Hudon, Marc-André Gagné, François Lanctot, Claude Morency, André Roy; Pierre Boucher i André Ouellette, uns 500.000 dòlars i mostraren solidaritat amb la revolució cubana.
El 15 d'octubre, després que 3.000 persones concentrades al centre Paul-Sauvé per Gagnon, Vallières i Robert Lemieux aclamessin al FLQ, el govern quebequès preguntà al govern federal sobre la insurrecció pel segrest. Com a resposta, el govern canadenc va proclamar la War Measures Act durant sis mesos, fins aleshores mai imposada en temps de pau, que permetia la detenció preventiva durant 90 dies sense càrrecs: 250 persones foren arrestades com a sospitosos durant 21 dies per l'exèrcit i la sureté quebequesa, molts d'ells sense vinculació al segrest, i a finals d'any eren més de 400 els nacionalistes a les presons canadenques; es practicaren uns 3.000 escorcolls a cases particulars. La Comissió Keable denuncià violacions dels drets humans.
Els segrestadors, Bernard Lortie, Paul i Jacques Rose i Francis Simard, van reaccionar matant Laporte el 4 de desembre i alliberant Cross després d'un viatge a Cuba, on demanaren aixopluc.
Aquests fets provocaren la fi del grup. El 1974 els segrestadors de James Cross, Jacques Lanctôt, Suzanne Lanctôt i els seus fills, Jacques Cossette-Trudel, Louise Cosette-Trudel, Marc Carbonneau i Yves Langlois, marxaren de Cuba cap a França. Més tard, molts tornaren i compliren penes curtes de presó. No passà això amb els de Laporte. El 28 de desembre del 1970 foren detinguts a St Luc els germans Rose i Simard. A mitjans del 1971 foren condemnats a cadena perpètua, i Lortie a 20 anys. Schirm serà alliberat sota paraula el 1978, Jacques Rose i Bernard Lortie el 17 de juliol del 1978, i Paul Rose i Francis Simard el 1982. De fet, es creu que el FLQ només disposava d'uns 30 "armats" i va haver una fosca actuació tant de la CIA com del servei secret canadenc.
El 1992 el diputat del PQ i Ministre de relacions Interdepartamentals, Claude Morin serà acusat de confident del servei secret en relació al FLQ. Jacques Rose s'uniria al PQ el 1981.